# UGC 109
UGC 109 es una galaxia espiral localizada en la constelación de Piscis.